# 马汉成
马汉成（1968年1月—），回族，中华人民共和国政治人物，宁夏同心人，1987年12月加入中国共产党，1990年7月参加工作，中央民族学院经济管理系经济管理专业，中央党校在职研究生班经济管理专业毕业，研究生学历，经济学学士。中共第二十届中央候补委员，第十二届全国人民代表大会宁夏地区代表。曾任中共固原市委书记，中共宁夏回族自治区党委常委、统战部部长等职务。现任中共贵州省委副书记、政法委书记。

## 生平
1986年9月至1990年7月，他在中央民族学院经济管理系经济管理专业学习，之后从政。曾在银川市宁东能源化工基地管委会、灵武市任职。2009年11月至2012年3月，转任中共石嘴山市委常委、副市长。2012年3月至2012年10月，升任石嘴山市委副书记、政法委书记。
2012年10月，马汉成调往固原市，出任中共固原市委副书记、市长。2013年，当选第十二届全国人大代表。2018年1月31日，任宁夏回族自治区人民政府副主席，並继续兼任固原市长。2018年2月24日，他当选为第十三届全国人大代表。
2021年4月，升任中共宁夏回族自治区党委常委、固原市委书记。2022年3月，不再兼任中共固原市委书记，改兼任自治区党委统战部部长。
2024年12月，转任中共贵州省委副书记。2025年1月5日起，兼任省委政法委书记。